# Becicherecu Mic, Timiș
Becicherecu Mic (în germană Klein-Betschkerek sau Kleinbetschkerek, în  sârbă Мали Бечкерек/Mali Bečkerek, în maghiară Kisbecskerek) este satul de reședință al comunei cu același nume din județul Timiș, Banat, România.